# Liste der Mitglieder der National Academy of Sciences/1932
Im Jahr 1932 wählte die National Academy of Sciences der Vereinigten Staaten 19 Personen zu ihren Mitgliedern.

## Neugewählte Mitglieder
- Raymond Birge (1887–1980)
- Edwin G. Boring (1886–1968)
- Samuel Detwiler (1890–1957)
- Fritz Haber (1868–1934)
- Walter A. Jacobs (1883–1967)
- Douglas Johnson (1878–1944)
- Louis O. Kunkel (1884–1960)
- Karl Landsteiner (1868–1943)
- Guglielmo Marconi (1874–1937)
- Walter Mendenhall (1871–1957)
- H. Marston Morse (1892–1977)
- Floyd K. Richtmyer (1881–1939)
- John Clarke Slater (1900–1976)
- John R. Swanton (1873–1958)
- Robert J. Trumpler (1886–1956)
- Edward Washburn (1881–1934)
- John Boswell Whitehead (1872–1954)
- Heinrich Wieland (1877–1957)
- Karl E. R. von Goebel (1855–1932)